# Oxydesmus granulosus
Oxydesmus granulosus är en mångfotingart som först beskrevs av Ambroise Marie François Joseph Palisot de Beauvois 1805.  Oxydesmus granulosus ingår i släktet Oxydesmus och familjen Oxydesmidae.

## Underarter
Arten delas in i följande underarter:
- O. g. fuscus
- O. g. fuscus